# 정부형태

국가별 정부형태
— 대통령제
— 공화제하의 의원내각제
— 군주제하의 의원내각제(군주에게 실권이 거의 없음)
— 군주제하의 의원내각제(군주에게 상당한 실권이 있음)
— 이원집정부제
— 이원집정부제는 아닌, 대통령제와 내각제의 절충형
— 전제군주국
— 일당제 사회주의

정부형태(政府形態)는 정부의 성립, 존속, 조직 등에 대한 시스템을 말한다.
전통적으로 정부형태는 행정부와 입법부 간의 관계를 기준으로 하여 대통령제, 내각책임제, 이원집정부제의 세 가지 중 하나로 분류한다. 그러나 전통적 분류의 어느 하나에 속한다고 보기 어려운 정부 형태를 가진 국가들도 다수 존재한다.

## 국가별 현황

#### 순수 대통령중심제 (49개국)
- 가나
- 감비아
- 과테말라
- 나이지리아
- 남수단
- 남오세티야
- 니카라과
- 도미니카 공화국
- 라이베리아
- 말라위
- 멕시코
- 몰디브
- 미국
- 베냉
- 베네수엘라
- 볼리비아
- 부룬디
- 브라질
- 세이셸
- 시에라리온
- 아르차흐 공화국
- 아르헨티나
- 아제르바이잔
- 아프가니스탄
- 압하지야
- 앙골라
- 에콰도르
- 엘살바도르
- 온두라스
- 우루과이
- 이란
- 인도네시아
- 잠비아
- 짐바브웨
- 칠레
- 케냐
- 코모로
- 코스타리카
- 콜롬비아
- 콩고 공화국
- 키프로스
- 투르크메니스탄
- 트란스니스트리아
- 파나마
- 파라과이
- 팔라우
- 페루
- 푸에르토리코
- 필리핀

#### 변형된 대통령중심제 (19개국)
이하의 국가들은 대통령중심제이면서 수상(총리) 제도가 존재한다. 그러나 이들 국가의 행정부 수반은 수상이 아닌 대통령이며 수상은 대통령을 보좌하는 역할에 머무르는 경우가 많다.
- 가봉
- 가이아나
- 기니
- 대한민국
- 르완다
- 벨라루스
- 수단
- 우간다
- 우즈베키스탄
- 적도 기니
- 중앙아프리카 공화국
- 지부티
- 차드
- 카메룬
- 카자흐스탄
- 코트디부아르
- 타지키스탄
- 탄자니아
- 토고

#### 공화제하의 내각제 (43개국)
- 그리스
- 네팔
- 도미니카 연방
- 독일
- 라트비아
- 레바논
- 북마케도니아
- 모리셔스
- 몬테네그로
- 몰도바
- 몰타
- 바누아투
- 방글라데시
- 보스니아 헤르체고비나
- 불가리아
- 사모아
- 세르비아
- 소말리아
- 스위스[1]
- 슬로바키아
- 슬로베니아
- 싱가포르
- 아르메니아
- 아이슬란드
- 아일랜드
- 알바니아
- 에스토니아
- 에티오피아
- 오스트리아[2]
- 이라크
- 이스라엘
- 이탈리아
- 인도
- 체코
- 코소보
- 크로아티아
- 튀르키예
- 트리니다드 토바고
- 파키스탄
- 핀란드
- 폴란드
- 피지
- 헝가리

#### 군주제하의 내각제 (36개국)

##### 군주에게 실권이 거의 없는 국가 (27개국)
- 그레나다
- 그린란드
- 노르웨이
- 뉴질랜드
- 덴마크
- 레소토
- 룩셈부르크
- 말레이시아
- 바베이도스
- 바하마
- 벨기에
- 벨리즈
- 세인트루시아
- 세인트빈센트 그레나딘
- 세인트키츠 네비스
- 솔로몬 제도
- 스웨덴
- 스페인
- 안도라
- 영국
- 오스트레일리아
- 일본
- 자메이카
- 캄보디아
- 캐나다
- 태국
- 투발루

##### 군주에게 상당한 실권이 있는 국가 (9개국)
- 리히텐슈타인
- 모나코
- 모로코
- 바레인
- 부탄
- 에스와티니
- 요르단
- 쿠웨이트
- 통가

#### 이원집정부제 (30개국)
- 기니비사우
- 나미비아
- 니제르
- 동티모르
- 러시아
- 루마니아
- 리투아니아
- 마다가스카르
- 말리
- 모리타니
- 모잠비크
- 몽골
- 부르키나파소
- 북키프로스
- 상투메 프린시페
- 세네갈
- 스리랑카
- 시리아
- 아이티
- 알제리
- 예멘
- 우크라이나
- 조지아
- 중화민국
- 콩고 민주 공화국
- 키르기스스탄
- 튀니지
- 팔레스타인
- 포르투갈
- 프랑스

#### 이원집정부제는 아닌 절충형 (12개국)
이하의 국가들은 의회에서 행정부 수반을 선출한다는 점에서 내각제와 닮았다. 그리고 이들 국가들 중 상당수는 행정부 수반이 의회해산권을 갖고, 의회는 내각불신임권을 갖는데 이점 역시 내각제와 닮았다. 하지만 내각제와 달리 의회에서 선출되는 자는 행정부 수반의 지위 뿐만 아니라 국가 원수의 지위도 가진다. 그래서 의회에서 선출되는 자의 직위는 총리가 아니라, 대통령이다. 이처럼 1인이 행정부 수반과 국가 원수의 지위를 겸한다는 점에서 대통령중심제와 닮았다. 이상과 같은 이유로 이들 국가들의 정부 형태는 대통령제와 내각제의 절충형이지만, 행정 권한이 2인에게로 분리되어 있지 않으므로 이원집정부제는 아니다.
- 나우루
- 남아프리카 공화국
- 마셜 제도
- 마카오
- 미크로네시아 연방
- 보츠와나
- 산마리노
- 수리남
- 키리바시
- 홍콩
- 중화인민공화국

#### 전주국 (11EA)
- 네덜란드
- 바티칸 시국
- 브루나이
- 사우디아라비아
- 아랍에미리트
- 오만
- 카타르
- 조선민주주의인민공화국
- 쿠바
- 라오스
- 베트남

## 참고 문헌
1. ↑  “http://www.joongang.co.kr/article/22446580”. 2018년 3월 31일에 원본 문서에서 보존된 문서. 2018년 4월 6일에 확인함. |title=에 외부 링크가 있음 (도움말)
2. ↑  이원집정부제로 분류하기도 한다.

## 같이 보기
- 대통령중심제
- 의원내각제
- 이원집정부제
- 정치 체제
- 국체, 정체